# Techniczna Grupa Niezależnych Posłów
Techniczna Grupa Niezależnych Posłów (ang. Technical Group of Independent Members, TDI) – frakcja w Parlamencie Europejskim istniejąca pomiędzy lipcem 1999 a październikiem 2001, tj. w Parlamencie Europejskim V kadencji. Brak podstaw prawnych do jej istnienia został stwierdzony w postępowaniu jurysdykcyjnym przed organami sądowymi Unii Europejskiej. Sprawa ta jednoznacznie przesądziła zasadę, że grupy polityczne w Parlamencie Europejskim mogą być tworzone wyłącznie na zasadzie podobieństwa poglądów.

## Historia
20 lipca 1999 rozpoczęła się V kadencja Parlamentu Europejskiego. Tego samego dnia ogłoszono powstanie w nim nowej frakcji deputowanych – Technicznej Grupy Niezależnych Posłów. W jej skład weszli przedstawiciele wybrani z ramienia Listy Emmy Bonino (7), Ligi Północnej (4), Frontu Narodowego (5), Bloku Flamandzkiego (2). Pierwotnie w składzie grupy widnieli też posłowie Sojuszu Narodowego (9) i poseł Euskal Herritarrok, którzy niezwłocznie jednak zrezygnowali z tej przynależności. W przeciwieństwie do innych grup politycznych TGI nie łączyła przedstawicieli ugrupowań o określonym nurcie politycznym. Miała stanowić techniczne zaplecze dla zrzeszonych w niej posłów niezależnych.
Deklaracja ta wzbudziła wątpliwości przewodniczących innych grup, którzy wezwali Komisję Spraw Konstytucyjnych do zajęcia stanowiska, a zwłaszcza interpretacji art. 29 ust. 1 Regulaminu Parlamentu Europejskiego, stanowiącego, że posłowie mogą łączyć się w grupy według kryterium podobieństwa poglądów politycznych. Komisja kierowana przez Giorgia Napolitano uznała rejestrację TDI za sprzeczną z powyższym przepisem. W rezultacie 14 września 1999 Europarlament w głosowaniu (większością 412 głosów za) uchwalił rozwiązanie Technicznej Grupy Niezależnych Posłów. Uchwałę tę zaskarżyli posłowie Jean-Claude Martinez i Charles de Gaulle. W rezultacie Sąd Pierwszej Instancji orzeczeniem z 25 listopada 1999 zawiesił decyzję Europarlamentu. Skutkiem tego była formalna reaktywacja frakcji niezależnych.
2 października 2001 Sąd Pierwszy Instancji oddalił wszystkie apelacje w tej sprawie złożone przez deputowanych TDI, stwierdzając, iż decyzja Parlamentu Europejskiego nie naruszała prawa traktatowego. W konsekwencji grupa niezależnych posłów przestała formalnie istnieć, a jej członkowie zasilili grono deputowanych niezrzeszonych.
Decyzja ta została podtrzymana przez Trybunał Sprawiedliwości Unii Europejskiej, który w różnych postępowaniach w 2003 i w 2004 nie uwzględnił skierowanych do niego odwołań. Konsekwencją pięcioletniego sporu wokół TDI stało się jednoznaczne ustalenie niedopuszczalności tworzenia w Europarlamencie grup poselskich typu mieszanego.

## Kierownictwo grupy
Współprzewodniczącymi TGI byli włoscy deputowani Gianfranco Dell’Alba i Francesco Speroni oraz Francuz Charles de Gaulle.